# São Domingos do Araguaia
São Domingos do Araguaia är en kommun i Brasilien.   Den ligger i delstaten Pará, i den centrala delen av landet, 1 100 km norr om huvudstaden Brasília. Antalet invånare är 23 140.
Omgivningarna runt São Domingos do Araguaia är huvudsakligen savann. Runt São Domingos do Araguaia är det glesbefolkat, med 16 invånare per kvadratkilometer.